# Judo na Letních olympijských hrách 2012 – muži – superlehká váha
Zápasy v judu v kategorii superlehkých vah mužů proběhly v Londýně ve dne 28. července 2012.

## Finále
| Finále          |               |
| --------------- | ------------- |
| Arsen Galsťan   | Arsen Galsťan |
| Hiroaki Hiraoka | Arsen Galsťan |

## Opravy / O bronz
Poražení čtvrtfinalisté se utkávají mezi sebou v opravách. Vítězové oprav se následně utkávají o bronzovou medaili s poraženými semifinalisty.
| opravy           | o bronz        |                |
| ---------------- | -------------- | -------------- |
| Felipe Kitadai   | Felipe Kitadai | Felipe Kitadai |
| Čchoe Kwang-hjon | Felipe Kitadai | Felipe Kitadai |
|                  | Elio Verde     | Felipe Kitadai |
| Ovanes Davťan    | Sofiane Milous | Rishod Sobirov |
| Sofiane Milous   | Sofiane Milous | Rishod Sobirov |
|                  | Rishod Sobirov | Rishod Sobirov |

## Pavouk
| Sk. | 1/64             | 1/32                 | 1/16               | čtvrtfinále      | semifinále      | finále          |
| --- | ---------------- | -------------------- | ------------------ | ---------------- | --------------- | --------------- |
| A   | volný los        | Rishod Sobirov       | Rishod Sobirov     | Rishod Sobirov   | Rishod Sobirov  | Arsen Galsťan   |
| A   | volný los        | Rishod Sobirov       | Rishod Sobirov     | Rishod Sobirov   | Rishod Sobirov  | Arsen Galsťan   |
| A   | Jacob Gnahoui    | Ludwig Paischer      | Rishod Sobirov     | Rishod Sobirov   | Rishod Sobirov  | Arsen Galsťan   |
| A   | Ludwig Paischer  | Ludwig Paischer      | Rishod Sobirov     | Rishod Sobirov   | Rishod Sobirov  | Arsen Galsťan   |
| A   | volný los        | Javier Guédez        | Javier Guédez      | Rishod Sobirov   | Rishod Sobirov  | Arsen Galsťan   |
| A   | volný los        | Javier Guédez        | Javier Guédez      | Rishod Sobirov   | Rishod Sobirov  | Arsen Galsťan   |
| A   | volný los        | Lamusi A             | Javier Guédez      | Rishod Sobirov   | Rishod Sobirov  | Arsen Galsťan   |
| A   | volný los        | Lamusi A             | Javier Guédez      | Rishod Sobirov   | Rishod Sobirov  | Arsen Galsťan   |
| A   | volný los        | Tömörchüleg Davádorž | Felipe Kitadai     | Felipe Kitadai   | Rishod Sobirov  | Arsen Galsťan   |
| A   | volný los        | Tömörchüleg Davádorž | Felipe Kitadai     | Felipe Kitadai   | Rishod Sobirov  | Arsen Galsťan   |
| A   | volný los        | Felipe Kitadai       | Felipe Kitadai     | Felipe Kitadai   | Rishod Sobirov  | Arsen Galsťan   |
| A   | volný los        | Felipe Kitadai       | Felipe Kitadai     | Felipe Kitadai   | Rishod Sobirov  | Arsen Galsťan   |
| A   | volný los        | Eisa Madžraši        | Eisa Madžraši      | Felipe Kitadai   | Rishod Sobirov  | Arsen Galsťan   |
| A   | volný los        | Eisa Madžraši        | Eisa Madžraši      | Felipe Kitadai   | Rishod Sobirov  | Arsen Galsťan   |
| A   | volný los        | Raul Lall            | Eisa Madžraši      | Felipe Kitadai   | Rishod Sobirov  | Arsen Galsťan   |
| A   | volný los        | Raul Lall            | Eisa Madžraši      | Felipe Kitadai   | Rishod Sobirov  | Arsen Galsťan   |
| B   | volný los        | Arsen Galsťan        | Arsen Galsťan      | Arsen Galsťan    | Arsen Galsťan   | Arsen Galsťan   |
| B   | volný los        | Arsen Galsťan        | Arsen Galsťan      | Arsen Galsťan    | Arsen Galsťan   | Arsen Galsťan   |
| B   | Zakari Gourouza  | Zakari Gourouza      | Arsen Galsťan      | Arsen Galsťan    | Arsen Galsťan   | Arsen Galsťan   |
| B   | Kenny Godoy      | Zakari Gourouza      | Arsen Galsťan      | Arsen Galsťan    | Arsen Galsťan   | Arsen Galsťan   |
| B   | volný los        | Yann Siccardi        | Yann Siccardi      | Arsen Galsťan    | Arsen Galsťan   | Arsen Galsťan   |
| B   | volný los        | Yann Siccardi        | Yann Siccardi      | Arsen Galsťan    | Arsen Galsťan   | Arsen Galsťan   |
| B   | volný los        | Ali Chusrof          | Yann Siccardi      | Arsen Galsťan    | Arsen Galsťan   | Arsen Galsťan   |
| B   | volný los        | Ali Chusrof          | Yann Siccardi      | Arsen Galsťan    | Arsen Galsťan   | Arsen Galsťan   |
| B   | volný los        | Čchoe Kwang-hjon     | Čchoe Kwang-hjon   | Čchoe Kwang-hjon | Arsen Galsťan   | Arsen Galsťan   |
| B   | volný los        | Čchoe Kwang-hjon     | Čchoe Kwang-hjon   | Čchoe Kwang-hjon | Arsen Galsťan   | Arsen Galsťan   |
| B   | volný los        | Ludovic Chammartin   | Čchoe Kwang-hjon   | Čchoe Kwang-hjon | Arsen Galsťan   | Arsen Galsťan   |
| B   | volný los        | Ludovic Chammartin   | Čchoe Kwang-hjon   | Čchoe Kwang-hjon | Arsen Galsťan   | Arsen Galsťan   |
| B   | volný los        | Jasin Mudatir        | Valtteri Jokinen   | Čchoe Kwang-hjon | Arsen Galsťan   | Arsen Galsťan   |
| B   | volný los        | Jasin Mudatir        | Valtteri Jokinen   | Čchoe Kwang-hjon | Arsen Galsťan   | Arsen Galsťan   |
| B   | volný los        | Valtteri Jokinen     | Valtteri Jokinen   | Čchoe Kwang-hjon | Arsen Galsťan   | Arsen Galsťan   |
| B   | volný los        | Valtteri Jokinen     | Valtteri Jokinen   | Čchoe Kwang-hjon | Arsen Galsťan   | Arsen Galsťan   |
| C   | volný los        | Hiroaki Hiraoka      | Hiroaki Hiraoka    | Hiroaki Hiraoka  | Hiroaki Hiraoka | Hiroaki Hiraoka |
| C   | volný los        | Hiroaki Hiraoka      | Hiroaki Hiraoka    | Hiroaki Hiraoka  | Hiroaki Hiraoka | Hiroaki Hiraoka |
| C   | volný los        | Ashley McKenzie      | Hiroaki Hiraoka    | Hiroaki Hiraoka  | Hiroaki Hiraoka | Hiroaki Hiraoka |
| C   | volný los        | Ashley McKenzie      | Hiroaki Hiraoka    | Hiroaki Hiraoka  | Hiroaki Hiraoka | Hiroaki Hiraoka |
| C   | volný los        | Jeroen Mooren        | Tommy Aršansky     | Hiroaki Hiraoka  | Hiroaki Hiraoka | Hiroaki Hiraoka |
| C   | volný los        | Jeroen Mooren        | Tommy Aršansky     | Hiroaki Hiraoka  | Hiroaki Hiraoka | Hiroaki Hiraoka |
| C   | volný los        | Tommy Aršansky       | Tommy Aršansky     | Hiroaki Hiraoka  | Hiroaki Hiraoka | Hiroaki Hiraoka |
| C   | volný los        | Tommy Aršansky       | Tommy Aršansky     | Hiroaki Hiraoka  | Hiroaki Hiraoka | Hiroaki Hiraoka |
| C   | volný los        | Sofiane Milous       | Sofiane Milous     | Sofiane Milous   | Hiroaki Hiraoka | Hiroaki Hiraoka |
| C   | volný los        | Sofiane Milous       | Sofiane Milous     | Sofiane Milous   | Hiroaki Hiraoka | Hiroaki Hiraoka |
| C   | Betkil Šukvani   | Betkil Šukvani       | Sofiane Milous     | Sofiane Milous   | Hiroaki Hiraoka | Hiroaki Hiraoka |
| C   | Arnie Dickins    | Betkil Šukvani       | Sofiane Milous     | Sofiane Milous   | Hiroaki Hiraoka | Hiroaki Hiraoka |
| C   | volný los        | Neuso Sigauque       | Tony Lomo          | Sofiane Milous   | Hiroaki Hiraoka | Hiroaki Hiraoka |
| C   | volný los        | Neuso Sigauque       | Tony Lomo          | Sofiane Milous   | Hiroaki Hiraoka | Hiroaki Hiraoka |
| C   | volný los        | Tony Lomo            | Tony Lomo          | Sofiane Milous   | Hiroaki Hiraoka | Hiroaki Hiraoka |
| C   | volný los        | Tony Lomo            | Tony Lomo          | Sofiane Milous   | Hiroaki Hiraoka | Hiroaki Hiraoka |
| D   | volný los        | Giorgi Zantaraia     | Elio Verde         | Elio Verde       | Elio Verde      | Hiroaki Hiraoka |
| D   | volný los        | Giorgi Zantaraia     | Elio Verde         | Elio Verde       | Elio Verde      | Hiroaki Hiraoka |
| D   | Elio Verde       | Elio Verde           | Elio Verde         | Elio Verde       | Elio Verde      | Hiroaki Hiraoka |
| D   | Juan Postigos    | Elio Verde           | Elio Verde         | Elio Verde       | Elio Verde      | Hiroaki Hiraoka |
| D   | volný los        | Ratanakmony Khom     | Nabor Castillo     | Elio Verde       | Elio Verde      | Hiroaki Hiraoka |
| D   | volný los        | Ratanakmony Khom     | Nabor Castillo     | Elio Verde       | Elio Verde      | Hiroaki Hiraoka |
| D   | volný los        | Nabor Castillo       | Nabor Castillo     | Elio Verde       | Elio Verde      | Hiroaki Hiraoka |
| D   | volný los        | Nabor Castillo       | Nabor Castillo     | Elio Verde       | Elio Verde      | Hiroaki Hiraoka |
| D   | volný los        | İlqar Müşkiyev       | Ovanes Davťan      | Ovanes Davťan    | Elio Verde      | Hiroaki Hiraoka |
| D   | volný los        | İlqar Müşkiyev       | Ovanes Davťan      | Ovanes Davťan    | Elio Verde      | Hiroaki Hiraoka |
| D   | Tobias Englmaier | Ovanes Davťan        | Ovanes Davťan      | Ovanes Davťan    | Elio Verde      | Hiroaki Hiraoka |
| D   | Ovanes Davťan    | Ovanes Davťan        | Ovanes Davťan      | Ovanes Davťan    | Elio Verde      | Hiroaki Hiraoka |
| D   | volný los        | Sergio Pessoa        | Jerkebulan Kosajev | Ovanes Davťan    | Elio Verde      | Hiroaki Hiraoka |
| D   | volný los        | Sergio Pessoa        | Jerkebulan Kosajev | Ovanes Davťan    | Elio Verde      | Hiroaki Hiraoka |
| D   | volný los        | Jerkebulan Kosajev   | Jerkebulan Kosajev | Ovanes Davťan    | Elio Verde      | Hiroaki Hiraoka |
| D   | volný los        | Jerkebulan Kosajev   | Jerkebulan Kosajev | Ovanes Davťan    | Elio Verde      | Hiroaki Hiraoka |